# A Bankrupt Honeymoon
A Bankrupt Honeymoon é um curta-metragem mudo norte-americano de 1926, do gênero comédia, dirigido por Lewis Seiler e estrelado por Oliver Hardy.

## Elenco
- Harold Goodwin - Harold Pembroke
- Shirley Palmer - Shirley Lee

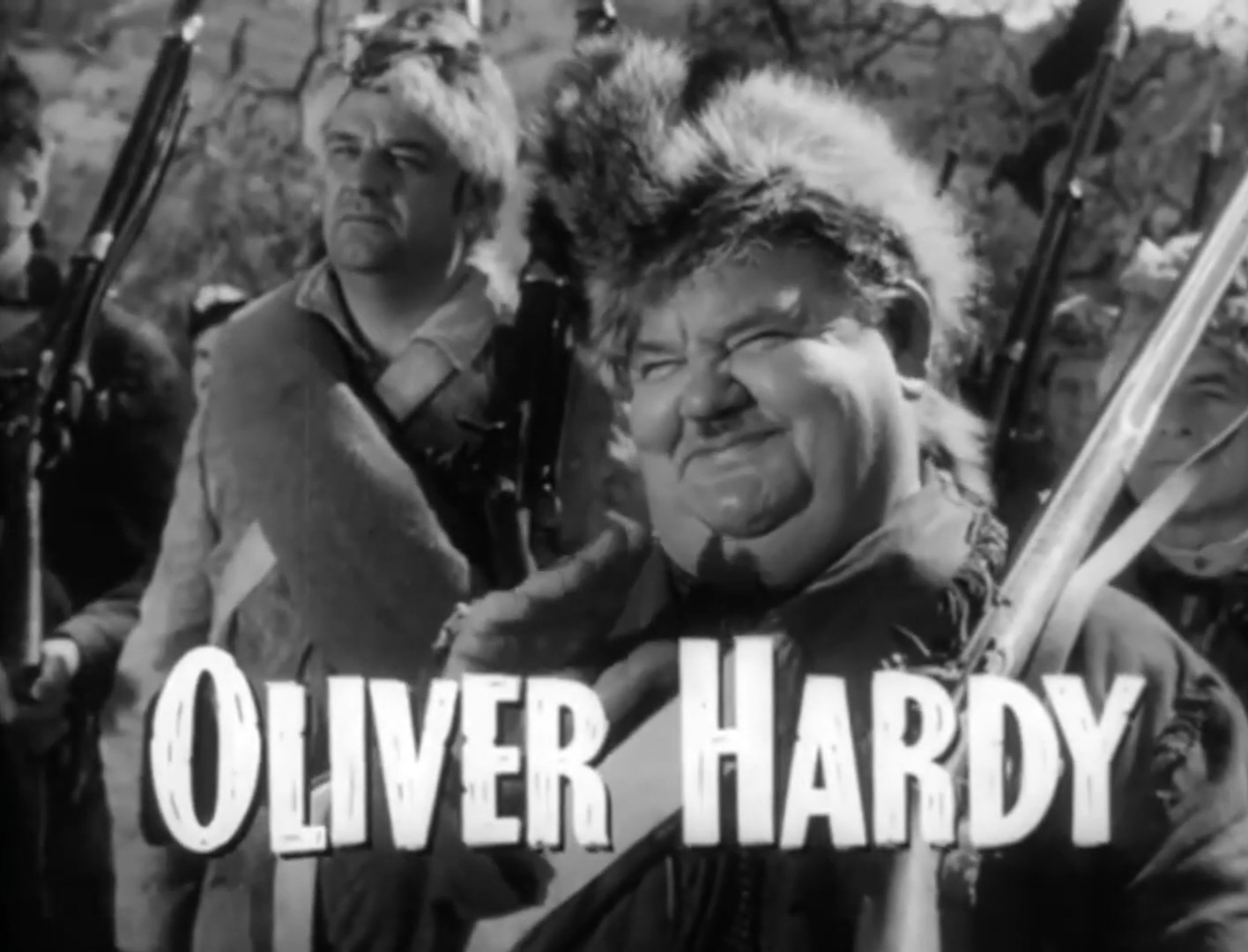
Oliver Hardy

- Oliver Hardy - Motorista de táxi (como Babe Hardy)
- Frank Beal - Um bêbado
- Harry Dunkinson
- Sidney Bracey - Butler